# Gnome et Rhône D5
Pour les articles homonymes, voir D5.
La Gnome et Rhône D5 est une moto de 350 cm3 du constructeur français Gnome et Rhône produite de 1938 à 1940. Elle est conçue en 1936 pour un usage militaire, sous le nom de D5A.

## Technologie
La Gnome et Rhône D5A est destinée à un usage tout-terrain et est conçue spécifiquement pour l'usage de la cavalerie motorisée française.
Le prototype de 1936 a un poids à vide de 204 kg jugé trop lourd par la commission d'expériences du matériel automobile de Vincennes et la D5A est mise en production après réduction de ce poids à 185 kg (voire 160 ou 180 kg,).
La moto a, selon les sources, des dimensions 2,090 × 0,750 × 1,150 m ou 2,25 × 0,80 × 1,00 m et un empattement de 1,370 ou 1,40 m,.
Le moteur est un monocylindre 85 × 88 mm vertical, à soupapes latérales. Il développe 9,5 ch et permet à la moto d'atteindre 90 km/h. La boîte de vitesse a quatre rapports.

## Production et historique

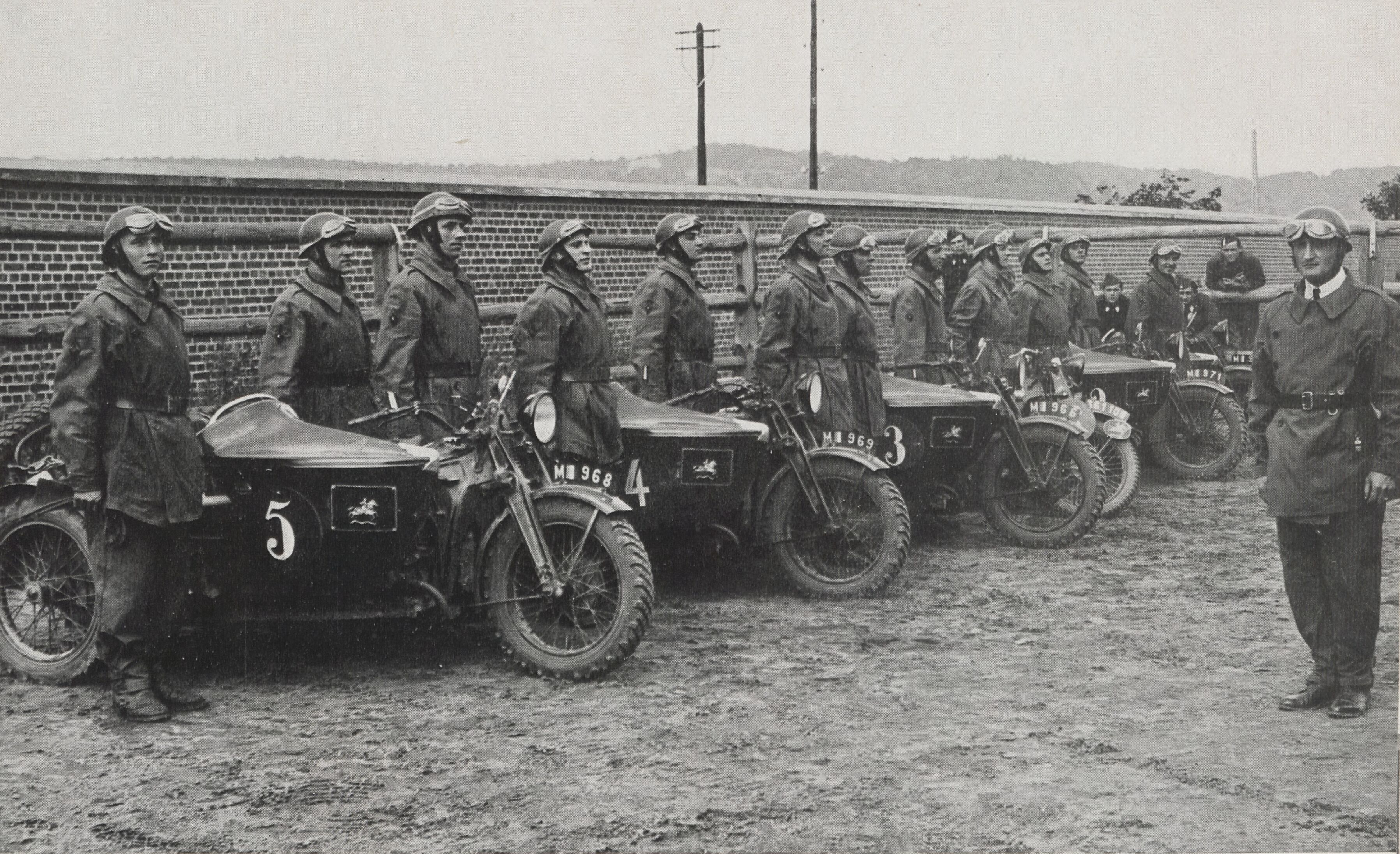
Une D5A (4e en partant de la gauche, partiellement visible) parmi les Gnome et Rhône XA du concours militaire international de Spa (1938).

La D5A est testée en septembre 1936. En 1937, elle subit à nouveau des essais comparatifs avec la Terrot RATT et un modèle Peugeot. Commandée en 1938, elle est produite en série à partir de l'été de cette année, en plusieurs dizaines d'exemplaires.
La D5 civile est présentée aux Mines le 10 décembre 1938 et la production des modèles civils et militaires se poursuit jusqu'en 1939. Au déclenchement de la Seconde Guerre mondiale, Gnome et Rhône a de quoi produire 400 D5 civiles, qui sont assemblées en version militaire D5A et livrées entre décembre 1939 et avril 1940.
Après l'échec de la mise de la production de la Simca Sevitame qui devait devenir la moto tout terrain standard de l'Armée, Motobécane, qui n'a pas jusque là reçu de commandes de guerre, reçoit le 20 décembre 1939 une commande pour livrer 400 exemplaires par mois de D5A produites sous licence. 100 à 150 D5Aauraient été produits de mai à juin 1940. La plupart des D5A disparaissent dans la guerre.